# Copa Africana de Naciones 1982
La Copa Africana de Naciones 1982 fue la decimotercera edición de la Copa Africana de Naciones, el campeonato de fútbol de África (CAF). Tuvo lugar en Libia. Al igual que en la Copa Africana de Naciones 1980, el campeonato estaba compuesto por ocho equipos, divididos en dos grupos, cuatro en cada uno. Ghana consiguió su cuarto campeonato, al derrotar al anfitrión en la tanda de penaltis 7-6 después de un 1-1 en el tiempo reglamentario y en los tiempos extra.

## Sedes
| Tripoli           | Tripoli Benghazi | Benghazi          |
| June 11 Stadium   | Tripoli Benghazi | March 28 Stadium  |
| Capacidad: 88,000 | Tripoli Benghazi | Capacidad: 55,000 |
|                   | Tripoli Benghazi |                   |

## Equipos participantes
Para el proceso clasificatorio, véase Clasificación para la Copa Africana de Naciones de 1982
En cursiva, los equipos debutantes.
| Equipos participantes | Equipos participantes | Equipos participantes | Equipos participantes |
| --------------------- | --------------------- | --------------------- | --------------------- |
| Argelia               | Camerún               | Etiopía               | Ghana                 |
| Libia                 | Nigeria               | Túnez                 | Zambia                |

## Resultados

### Primera fase

#### Grupo A
| Equipo  | Pts | PJ | PG | PE | PP | GF | GC | Dif |
| ------- | --- | -- | -- | -- | -- | -- | -- | --- |
| Libia   | 4   | 3  | 1  | 2  | 0  | 4  | 2  | 2   |
| Ghana   | 4   | 3  | 1  | 2  | 0  | 3  | 2  | 1   |
| Camerún | 3   | 3  | 0  | 3  | 0  | 1  | 1  | 0   |
| Túnez   | 1   | 3  | 0  | 1  | 2  | 1  | 4  | -3  |

| 5 de marzo de 1982 | Ghana                         | 2:2 (0:1) | Libia                    | Estadio 11 de Junio, Trípoli                                |                                                             |
|                    | Alhassan 28' · Opoku N'ti 89' |           | Jaranah 58' · Issawi 76' | Asistencia: 45 200 espectadores Árbitro(s): Sohan Ramlochun | Asistencia: 45 200 espectadores Árbitro(s): Sohan Ramlochun |

| 5 de marzo de 1982 | Camerún   | 1:1 (0:0) | Túnez      | Estadio 11 de Junio, Trípoli                            |                                                         |
|                    | Mbida 50' |           | Qabisi 49' | Asistencia: 45 000 espectadores Árbitro(s): Bakary Sarr | Asistencia: 45 000 espectadores Árbitro(s): Bakary Sarr |

| 9 de marzo de 1982 | Camerún | 0:0 | Ghana | Estadio 11 de Junio, Trípoli                                |  |
|                    |         |     |       | Asistencia: 40 000 espectadores Árbitro(s): Mohamed Larache |  |

| 9 de marzo de 1982 | Libia                     | 2:0 (1:0) | Túnez | Estadio 11 de Junio, Trípoli                                |                                                             |
|                    | Seddik 42' · Bar'assi 83' |           |       | Asistencia: 40 000 espectadores Árbitro(s): Kambaji Kabongo | Asistencia: 40 000 espectadores Árbitro(s): Kambaji Kabongo |

| 12 de marzo de 1982 | Ghana      | 1:0 (1:0) | Túnez | Estadio 11 de Junio, Trípoli                               |                                                            |
|                     | Essien 28' |           |       | Asistencia: 40 000 espectadores Árbitro(s): Idrissa Traoré | Asistencia: 40 000 espectadores Árbitro(s): Idrissa Traoré |

| 12 de marzo de 1982 | Camerún | 0:0 | Libia | Estadio 11 de Junio, Trípoli                             |  |
|                     |         |     |       | Asistencia: 40 000 espectadores Árbitro(s): Babakar Fall |  |

#### Grupo B
| Equipo  | Pts | PJ | PG | PE | PP | GF | GC | Dif |
| ------- | --- | -- | -- | -- | -- | -- | -- | --- |
| Argelia | 5   | 3  | 2  | 1  | 0  | 3  | 1  | 2   |
| Zambia  | 4   | 3  | 2  | 0  | 1  | 4  | 1  | 3   |
| Nigeria | 2   | 3  | 1  | 0  | 2  | 4  | 5  | -1  |
| Etiopía | 1   | 3  | 0  | 1  | 2  | 0  | 4  | -4  |

| 7 de marzo de 1982 | Nigeria                      | 3:0 (2:0) | Etiopía | Estadio 28 de Marzo, Bengasi                              |                                                           |
|                    | Keshi 27' 82' · Adeshina 40' |           |         | Asistencia: 5 000 espectadores Árbitro(s): Bester Kalombo | Asistencia: 5 000 espectadores Árbitro(s): Bester Kalombo |

| 7 de marzo de 1982 | Argelia       | 1:0 (0:0) | Zambia | Estadio 28 de Marzo, Bengasi                           |                                                        |
|                    | Merzekane 85' |           |        | Asistencia: 5 000 espectadores Árbitro(s): Dodou N'Jie | Asistencia: 5 000 espectadores Árbitro(s): Dodou N'Jie |

| 10 de marzo de 1982 | Zambia      | 1:0 (0:0) | Etiopía | Estadio 28 de Marzo, Bengasi                                   |                                                                |
|                     | Munshya 68' |           |         | Asistencia: 5 000 espectadores Árbitro(s): Bashir Mohamed Jama | Asistencia: 5 000 espectadores Árbitro(s): Bashir Mohamed Jama |

| 10 de marzo de 1982 | Argelia                | 2:1 (1:1) | Nigeria    | Estadio 28 de Marzo, Bengasi                             |                                                          |
|                     | Madjer 45' · Assad 65' |           | Osigwe 44' | Asistencia: 5 000 espectadores Árbitro(s): Djibril Mbaye | Asistencia: 5 000 espectadores Árbitro(s): Djibril Mbaye |

| 13 de marzo de 1982 | Etiopía | 0:0 | Argelia | Estadio 28 de Marzo, Bengasi                                |  |
|                     |         |     |         | Asistencia: 5 000 espectadores Árbitro(s): Hugues Opangault |  |

| 13 de marzo de 1982 | Zambia                                | 3:0 (1:0) | Nigeria | Estadio 28 de Marzo, Bengasi                           |                                                        |
|                     | Kaumba 25' · Njovu 80' · Fregence 81' |           |         | Asistencia: 5 000 espectadores Árbitro(s): Edwin Akong | Asistencia: 5 000 espectadores Árbitro(s): Edwin Akong |

### Segunda fase
|  | Semifinales          | Semifinales          |       |                      | Final                | Final |  |
|  |                      |                      |       |                      |                      |       |  |
|  |                      |                      |       |                      |                      |       |  |
|  | Trípoli, 16 de marzo |                      |       |                      |                      |       |  |
|  | Libia                | 2                    |       |                      |                      |       |  |
|  | Zambia               | 1                    |       |                      |                      |       |  |
|  |                      |                      |       |                      |                      |       |  |
|  |                      |                      |       |                      | Trípoli, 19 de marzo |       |  |
|  |                      |                      |       |                      | Libia                | 1 (6) |  |
|  |                      | Ghana (pen.)         | 1 (7) |                      |                      |       |  |
|  |                      |                      |       |                      |                      |       |  |
|  |                      |                      |       |                      |                      |       |  |
|  |                      |                      |       |                      | Tercer lugar         |       |  |
|  | Bengasi, 16 de marzo | Bengasi, 16 de marzo |       | Trípoli, 18 de marzo | Trípoli, 18 de marzo |       |  |
|  | Argelia              | 2                    |       | Zambia               | 2                    |       |  |
|  | Ghana (pr.)          | 3                    |       |                      | Argelia              | 0     |  |

#### Semifinales
| 16 de marzo de 1982 | Argelia                | 2:3 (2:2) (t. s.)(0:1 t. s.) | Ghana                              | Estadio 28 de Marzo, Bengasi                              |                                                           |
|                     | Zidane 29' · Asaad 62' |                              | Alhassan 64' 103' · Opoku N'ti 90' | Asistencia: 5 000 espectadores Árbitro(s): Bester Kalombo | Asistencia: 5 000 espectadores Árbitro(s): Bester Kalombo |

| 16 de marzo de 1982 | Libia           | 2:1 (1:1) | Zambia     | Estadio 11 de Junio, Trípoli                            |                                                         |
|                     | Beshari 38' 84' |           | Kaumba 29' | Asistencia: 50 000 espectadores Árbitro(s): Bakary Sarr | Asistencia: 50 000 espectadores Árbitro(s): Bakary Sarr |

#### Tercer lugar
| 18 de marzo de 1982 | Zambia                  | 2:0 (2:0) | Argelia | Estadio 11 de Junio, Trípoli                             |                                                          |
|                     | Kaumba 2' · Munshya 25' |           |         | Asistencia: 2 000 espectadores Árbitro(s): Djibril Mbaye | Asistencia: 2 000 espectadores Árbitro(s): Djibril Mbaye |

#### Final
| 19 de marzo de 1982 | Ghana                                                                     | 1:1 (0:0) (t. s.)(7:6 p.)  | Libia                                                                                | Estadio 11 de Junio, Trípoli                                |                                                             |
|                     | Alhassan 35'                                                              |                            | Beshari 70'                                                                          | Asistencia: 50.000 espectadores Árbitro(s): Sohan Ramlochum | Asistencia: 50.000 espectadores Árbitro(s): Sohan Ramlochum |
|                     |                                                                           | Tiros desde el punto penal |                                                                                      |                                                             |                                                             |
|                     | Lamptey · Alhassan · Paha · Asaase · Abbrey · Mensah · Quarshie · Afriyie |                            | Al-Beshari · Sola · Al-Ajeli · Ben-Suleiman · Al-Farjani · Ghonaïm · Jaranah · Zeiyu |                                                             |                                                             |

|                          |
| Bandera de Ghana         |
| Campeón Ghana 4.º título |

## Clasificación general
| Equipo | Equipo  | Pts | PJ | PG | PE | PP | GF | GC | Dif | Rend  |
| ------ | ------- | --- | -- | -- | -- | -- | -- | -- | --- | ----- |
| 1      | Ghana   | 7   | 5  | 2  | 3  | 0  | 7  | 5  | 2   | 70%   |
| 2      | Libia   | 7   | 5  | 2  | 3  | 0  | 7  | 4  | 3   | 70%   |
| 3      | Zambia  | 6   | 5  | 3  | 0  | 2  | 7  | 3  | 4   | 60%   |
| 4      | Argelia | 5   | 5  | 2  | 1  | 2  | 5  | 6  | -1  | 50%   |
| 5      | Camerún | 3   | 3  | 0  | 3  | 0  | 1  | 1  | 0   | 50%   |
| 6      | Nigeria | 2   | 3  | 1  | 0  | 2  | 4  | 5  | -1  | 33,3% |
| 7      | Túnez   | 1   | 3  | 0  | 1  | 2  | 1  | 4  | -3  | 16,6% |
| 8      | Etiopía | 1   | 3  | 0  | 1  | 2  | 0  | 4  | -4  | 16,6% |

## Goleadores
4 goles
- George Alhassan

3 goles
- Ali Al-Beshari
- Peter Kaumba

2 goles
- Salah Assad
- Opoku Nti
- Stephen Keshi
- Godfrey Munshya

1 gol
- Chaabane Merzekane
- Djamel Zidane
- Grégoire M'Bida
- John Essien
- Faraj Al-Barasi
- Fawzi Al-Issawi
- Abdel Razak Jaranah
- Ademola Adeshina
- Emmanuel Osigwe
- Aaron Njovu
- Kamel Gabsi

Autogoles
- Peter Fregene (ante Zambia)
- Okey Isima (ante Argelia)
- Kamel Seddik (ante Libia)

## Equipo ideal
| Guardameta   | Defensas                                                       | Centrocampistas                                             | Delanteros               |
| ------------ | -------------------------------------------------------------- | ----------------------------------------------------------- | ------------------------ |
| Thomas Nkono | Chaabane Merzekane Sampson Lamptey Haruna Yusif Ali Al-Beshari | George Alhassan Opoku Nti Emmanuel Quarshie Fawzi Al-Issawi | Salah Assad Rabah Madjer |